# Fairlie (Nowa Zelandia)
Fairlie – miasto w Nowej Zelandii, na Wyspie Południowej, w regionie Canterbury.